# Johnny G.

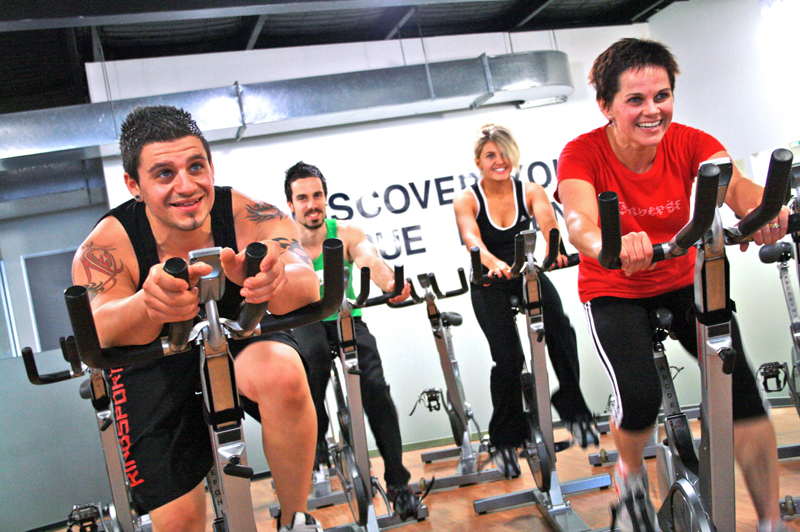
Spinning

Jonathan Goldberg, známý jako Johnny G. (* 1956, Johannesburg, Jihoafrická republika) je bývalý jihoafrický profesionální cyklista, zdokonalitel indoor cyklistického tréninku.

## Spinning
SPINNING Program vymyslel v roce 1987 coby rigorózní cyklistický tréninkový program přenesený pod střechu. V tomto roce trénoval na náročný závod, který vede přes celé Spojené státy s názvem "Race Across America", trasa závodu měla 3 100 mil a vedla z Los Angeles do New York City). Během jednoho nočního tréninku se téměř zabil, na silnici a tak se rozhodl, že svoje noční tréninky na kole přenese do interiéru svého domu. To byl moment, kdy začal uvažovat o konstruovaní tréninkového programu, který mohou využívat lidi všech věkových kategorií. Chtěl vytvořit speciální kolo, protože stacionární kola, která tehdy byla na trhu, neodpovídala jeho požadavkům. Zformuloval několik principů a nazval cvičení SPINNING Program.

## Kranking
Je tvůrcem nového atletického tréninkového programu Kranking. Tento program slouží k trénování horní části těla. Krankcycle je stacionární ruční kolo. Skládá se ze sedadla, předního kola a ručních pedálů.

## Osobní život
Nyní žije v kalifornské Santa Barbaře, ve Spojenených státech. Je ženatý. Manželka se jmenuje Jodi. Mají 3 děti, syna Jasona a dvě dcery Jackie a Jordan.